# Pinguicula ramosa
Espèce
Classification phylogénétique
Synonymes
- Pinguicula villosa var. ramosa (Miyoshi ex Yatabe) M. Tamura
- Pinguicula ramosa f. albiflora S. Komiya & C. Shibata

Statut de conservation UICN

 VU  : Vulnérable
Pinguicula ramosa, la Grassette du Japon, est une espèce de plantes à fleurs de la famille des Lentibulariaceae. C'est une plante carnivore vivace du Japon.

## Nom vernaculaire
- Kōshinsō, Japon

## Description
Pinguicula ramosa est une plante terrestre à feuilles vert tendre, oblongues de 7 à 15 mm de long pour 5 à 8 mm de largeur. Elle possède un pétiole clair et des poils glanduleux. Ses fleurs, de couleur pourpre pâle, s'épanouissent en juin et juillet.

## Découverte
En 1890, la grassette du Japon est découverte par le botaniste japonais Manabu Miyoshi, sur les pentes du mont Kōshin dans le sud-est de Nikkō (préfecture de Tochigi), d'où son nom local : herbe de Kōshin (庚申草, Kōshinsō),.

## Localisation
Cette espèce est strictement endémique du Japon où elle se rencontre communément dans des zones humides de montagne entre 1 200 et 2 200 mètres d'altitude (étage montagnard à alpin). Plante emblématique de la ville de Nikkō, elle peuple notamment les pentes des monts Nantai et Nyohō dans le parc national de Nikkō.

## Protection
Cette espèce relativement rare est protégée au Japon. Elle figure en effet sur la liste des plantes menacées de disparition du ministère de l'Environnement. Elle est aussi inscrite sur la liste des monuments naturels spéciaux du Japon depuis 1952,.

## Anecdote
En 1978, le ministère des Postes et Télécommunications du Japon émet un timbre commémoratif de 50 yens — 19e d'une série sur le thème de la conservation de la nature — représentant des fleurs de Pinguicula ramosa.